# جزيرة بيتريلك
 جزيرة بيتريلك (بالبلغارية: остров Петрелик)‏ جزيرة صخرية في الجزء الجنوبي الغربي من خليج هامبورغ على الساحل الشمالي الغربي لجزيرة أنفيرس في أرخبيل بالمر ، أنتاركتيكا . يبلغ طول الجزيرة 380 مترًا في الاتجاه الجنوبي الغربي الشمالي الشرقي وعرضها 200 متر ، ويفصلها عن جزيرة إيمين إلى الجنوب الشرقي ممر عرضه 160 مترًا.
سميت الجزيرة بهذا الاسم على اسم مستوطنة بترليك في جنوب غرب بلغاريا.

## الموقع
تقع جزيرة بيتريلك على بعد 10,34 كم شمال شرق نقطة جيرلاش و 8,85 كم من جنوب غرب نقطة (رأس) بيونيير بحسب رسومات الخرائط البريطانية في عام 1974.